# Miroslav Preisinger
Miroslav Preisinger (* 3. Februar 1991 in Bratislava, Tschechoslowakei) ist ein slowakischer Eishockeyspieler, der seit September 2021 erneut beim HC Slovan Bratislava in der slowakischen Extraliga unter Vertrag steht und auch beim Farmteam, den Modre Kridla Slovan, in der zweitklassigen 1. Liga zum Einsatz kommt.

## Karriere
Miroslav Preisinger begann seine Karriere als Eishockeyspieler in seiner Heimatstadt in der Nachwuchsabteilung des HC Slovan Bratislava, in der er bis 2008 aktiv war. Anschließend spielte er zwei Jahre lang für die Sarnia Sting in der kanadischen Top-Juniorenliga Ontario Hockey League. Diese hatte ihn beim CHL Import Draft 2008 an der insgesamt 31. Position ausgewählt. Zur Saison 2010/11 kehrte der Center zum HC Slovan Bratislava zurück, für dessen Profimannschaft er sein Debüt in der slowakischen Extraliga gab. Parallel spielte er zudem für die slowakische U20-Nationalmannschaft, die als Gastmannschaft an der Extraliga teilnahm. In der Saison 2011/12 gewann er mit Slovan Bratislava den slowakischen Meistertitel.
Zur Saison 2012/13 wurde Slovan Bratislava in die Kontinentale Hockey-Liga aufgenommen. In dieser kam er zu seinen ersten Einsätzen, spielte parallel jedoch überwiegend für Slovans Extraliga-Farmteam HK 36 Skalica.
In der Saison 2014/15 spielte Preisinger für den HC Banska Bystrica, ehe er im August 2015 zum HC Škoda Plzeň in die tschechische Extraliga wechselte. Dort stand er bis zum Ende der Saison 2018/19 unter Vertrag und absolvierte in dieser 204 Extraliga-Partien für den Klub. Im Juni 2019 kehrte er in die Slowakei zurück und wurde vom HKm Zvolen verpflichtet, wechselte aber bereits im November des gleichen Jahres innerhalb der slowakischen Extraliga zum HK Poprad.
Seit September 2021 steht Preisinger erneut bei seinem Heimatverein Slovan Bratislava unter Vertrag, gewann mit diesem 2022 seinen zweiten slowakischen Meistertitel und kommt parallel auch für die zweite Mannschaft des Klubs aus der 1. Liga zum Einsatz.

### International
Für die Slowakei nahm Preisinger an den U18-Junioren-Weltmeisterschaften 2008 und 2009 sowie an der U20-Junioren-Weltmeisterschaft 2011 teil.

## Erfolge und Auszeichnungen
- 2012 Slowakischer Meister mit dem HC Slovan Bratislava
- 2022  Slowakischer Meister mit dem HC Slovan Bratislava